# Notomatachia
Notomatachia es un género de arañas araneomorfas de la familia Desidae. Se encuentra en  Nueva Zelanda.

## Lista de especies
Según The World Spider Catalog 12.0:
- Notomatachia cantuaria Forster, 1970
- Notomatachia hirsuta (Marples, 1962)
- Notomatachia wiltoni Forster, 1970